# Канцеларија за везу Републике Косово у Београду
Канцеларија за везу Републике Косово у Београду (алб. Zyrës Ndërlidhëse të Kosovës në Serbi) је представничка мисија Владе Косова у Београду, на адреси Владимира Поповића 40А на Новом Београду.

## Историја
Србија и Косово договорили су се да размене официре за везу 2013. године у складу са условима Бриселског споразума који је настојао да помогне нормализацију односа између њих. Према условима споразума који је предложила ЕУ, који су обе стране прихватиле у марту 2023. године, канцеларије за везу у свакој држави треба да буду унапређене у сталне мисије. Србија је такође пристала да призна државне симболе и званична документа Републике Косово.

## Локација
Канцеларија за везу се налази у просторијама Делегације Европске уније у Србији, на адреси Владимира Поповића 40А, 11070, Београд, канцеларијски комплекс у коме се налази и Амбасада Аустралије у Београду.

## Представници
Актуелни официр за везу Косова у Београду је Јетиш Јашари.

### Списак официра за везу
- Љуљзим Пеци (2013-? ? ? ? )
- Јетиш Јашари (? ? ? ? - сада)